# مارکا لیندا
مارکا لِـیــِندا (اسپانیایی: Marca Leyenda‎) که در زبان اسپانیایی به معنیِ «قهرمان افسانه‌ای مارکا» است؛ نام جایزه‌ای است که به قهرمانان برجستهٔ رشته‌های گوناگون ورزشی تعلق می‌گیرد.
این جایزه از سال ۱۹۹۷ میلادی به ابتکار مجلهٔ مارکا بر پا شده و تا کنون به ۴۰ قهرمان برجسته ورزشی اهدا شده است. کریستیانو رونالدو و خاویر فرناندس در سال ۲۰۱۹ از برندگان این جایزه بودند.

## فهرست برندگان
| تاریخ           | برنده                      | ورزش                   |
| --------------- | -------------------------- | ---------------------- |
| ۱۴ دسامبر ۲۰۱۶  | لوییس سوارز میرامونتس      | فوتبال                 |
| ۱۳ سپتامبر ۲۰۱۶ | روت بیتیا                  | دو و میدانی            |
| ۱ مه ۲۰۱۶       | نواک جوکوویچ               | تنیس                   |
| ۹ سپتامبر ۲۰۱۴  | Javier Gomez               | ورزش سه‌گانه            |
| ۲ ژوئن ۲۰۱۲     | فرناندو تورس               | فوتبال                 |
| ۱۴ مارس ۲۰۱۲    | فرانتس بکن‌باوئر            | فوتبال                 |
| ۱۰ نوامبر ۲۰۱۱  | فرناندو هیرو               | فوتبال                 |
| ۸ اوت ۲۰۱۱      | آندرس اینیستا              | فوتبال                 |
| ۱۴ آوریل ۲۰۱۱   | فابیو کاپلو                | فوتبال                 |
| ۱ آوریل ۲۰۱۱    | رونالدو                    | فوتبال                 |
| ۱۶ دسامبر ۲۰۱۰  | دیوید استرن                | بسکتبال                |
| ۲۸ نوامبر ۲۰۱۰  | فرناندو آلونسو             | فرمول یک               |
| ۲ ژوئن ۲۰۱۰     | کریم عبدالجبار             | بسکتبال                |
| ۲۷ مه ۲۰۱۰      | ادورن پاسابان              | کوهنوردی               |
| ۱۶ مارس ۲۰۱۰    | محمدعلی کلی                | بوکس                   |
| ۱۶ نوامبر ۲۰۰۹  | پائولو مالدینی             | فوتبال                 |
| ۱۹ اکتبر ۲۰۰۹   | کاکا                       | فوتبال                 |
| ۲۷ سپتامبر ۲۰۰۹ | لوکا دی مونتدزمولو         | اتومبیل‌رانی            |
| ۳۱ اوت ۲۰۰۹     | اوسین بولت                 | دو و میدانی            |
| ۳۰ ژوئن ۲۰۰۹    | Federico Martín Bahamontes | دوچرخه‌سواری جاده       |
| ۲۹ آوریل ۲۰۰۹   | لیونل مسی                  | فوتبال                 |
| ۳ مارس ۲۰۰۹     | رائول                      | فوتبال                 |
| ۱۵ دسامبر ۲۰۰۸  | رافائل نادال               | تنیس                   |
| ۱۵ دسامبر ۲۰۰۸  | خوآن کارلوس اول اسپانیا    | متفرقه                 |
| ۲۴ اکتبر ۲۰۰۸   | والنتینو روسی              | ورزش موتوسواری         |
| ۲۰ اوت ۲۰۰۸     | مایکل فلپس                 | شنا                    |
| ۱ ژوئیه ۲۰۰۸    | لوییس آراگونز              | فوتبال                 |
| ۳۰ ژانویه ۲۰۰۸  | زین‌الدین زیدان             | فوتبال                 |
| ۵ دسامبر ۲۰۰۷   | فرانسیسکو گنتو             | فوتبال                 |
| ۱۸ اکتبر ۲۰۰۷   | راجر فدرر                  | تنیس                   |
| ۲۵ سپتامبر ۲۰۰۶ | پائو گاسول                 | بسکتبال                |
| ۷ ژوئیه ۲۰۰۵    | جان مک‌انرو                 | تنیس                   |
| ۶ مارس ۲۰۰۵     | سرگئی بوبکا                | دو و میدانی            |
| ۲۸ ژانویه ۲۰۰۵  | هایله گبرسلاسی             | دو و میدانی            |
| ۲۵ نوامبر ۲۰۰۴  | مانوئل سانتانا             | تنیس                   |
| ۱۸ اکتبر ۲۰۰۴   | آندره آغاسی                | تنیس                   |
| ۲۲ مه ۲۰۰۲      | Daijiro Kato               | ورزش موتوسواری         |
| ۲ آوریل ۲۰۰۲    | مارک اسپیتز                | شنا                    |
| ۶ ژانویه ۲۰۰۲   | مجیک جانسون                | بسکتبال                |
| ۴ ژوئن ۲۰۰۱     | Juanito Oiarzabal          | کوهنوردی               |
| ۱ مارس ۲۰۰۱     | میشائیل شوماخر             | اتومبیل‌رانی            |
| ۲۶ ژوئیه ۲۰۰۰   | ادی مرکس                   | دوچرخه‌سواری جاده       |
| ۷ مه ۲۰۰۰       | نیکی لائودا                | اتومبیل‌رانی            |
| ۲۶ دسامبر ۱۹۹۹  | کارل لوئیس                 | دو و میدانی            |
| ۱۱ نوامبر ۱۹۹۹  | Ángel Nieto                | ورزش موتورسواری        |
| ۵ اکتبر ۱۹۹۹    | آلفردو دی‌استفانو           | فوتبال                 |
| ۱ اکتبر ۱۹۹۹    | دیگو مارادونا              | فوتبال                 |
| ۲۱ سپتامبر ۱۹۹۹ | خوان آنتونیو سامارانش      | کمیته بین‌المللی المپیک |
| ۲۱ ژوئن ۱۹۹۹    | یوهان کرایف                | فوتبال                 |
| ۱۱ ژانویه ۱۹۹۹  | Seve Ballesteros           | گلف                    |
| ۲۷ نوامبر ۱۹۹۸  | پیت سمپراس                 | تنیس                   |
| ۲۰ ژوئیه ۱۹۹۸   | آرانچا سانچز ویکاریو       | تنیس                   |
| ۱۷ ژوئن ۱۹۹۸    | آلبرتو تومبا               | اسکی آلپاین            |
| ۲۸ مارس ۱۹۹۸    | Carlos Sainz               | رالی                   |
| ۲۳ مارس ۱۹۹۸    | نادیا کومانچی              | ژیمناستیک هنری         |
| ۲۲ ژانویه ۱۹۹۸  | Manel Estiarte             | واترپلو                |
| ۱۸ دسامبر ۱۹۹۷  | گری کاسپارف                | شطرنج                  |
| ۱۱ دسامبر ۱۹۹۷  | میگل ایندوراین             | دوچرخه‌سواری جاده       |
| ۲۷ نوامبر ۱۹۹۷  | Michael Doohan             | ورزش موتوسواری         |
| ۱۵ نوامبر ۱۹۹۷  | پله                        | فوتبال                 |
| ۱۶ اکتبر ۱۹۹۷   | مایکل جردن                 | بسکتبال                |